# Человек, обладающий силой
«Человек, обладающий силой» (англ. The Outer Limits: The Man with the Power), или, в другом переводе, «Бремя могущества» — телефильм, 4 серия 1 сезона телесериала «За гранью возможного» 1963—1965 годов. Режиссёр: Ласло Бенедек. В ролях — Дональд Плезенс, Присцилла Моррилл, Фред Бейр, Фрэнк Максвелл, Джон Марли.

## Вступление
В ходе столетий человечество опустошило свою планету. Век машин осушил запасы нефти. Промышленность употребила почти все залежи угля. Атомный век разграбил редкие элементы — уран, кобальт, плутоний — оставив позади себя ничего не стоящие залежи свинца и пепла. Шел голод. Только здесь, в космических глубинах, есть новый источник ядерной энергии. В дебрях солнечной системы, в метеоритах и астероидах, есть материалы, которые могут заставить работать реакторы. Все же на отдаленных, безмолвных орбитах, эти куски материи находятся вне досягаемости человека, вне досягаемости человеческих рук, но не вне досягаемости человеческого разума. По проселочной дороге машину вел скромный человек: Гарольд Дж. Финли, спокойный и мудрый…

## Сюжет
Скромный университетский преподаватель изобретает устройство, которое, будучи внедренным в мозг человека, может управлять объектами силой разума. Хотя он воспринимался как бездарность своими семьей и сотрудниками, преподавателем заинтересовывается американское космическое агентство. Однако, поскольку преподаватель все больше овладевает своим устройством, он узнает, что его подсознание использовало прибор самостоятельно и мстило тем, кто его унижал. Поскольку его изобретение, как планируется, будет внедрено в мозг честолюбивого астронавта с сомнительными намерениями, преподаватель обеспокоен и хочет остановить операцию.

## Заключительная фраза
Глубоко внутри самой доброй, самой нежной души могут скрываться самые жестокие мысли и смертельные желания. Когда-нибудь человек научится справляться с монстрами своего разума. Тогда, и только тогда, когда человеческий разум действительно будет контролировать себя, мы начнем использовать мощные скрытые силы Вселенной.

## Интересные факты
- В сериале «За гранью возможного» (1995 — 2002) есть фильм «Монстр» (18 серия 4 сезона), в котором человек, обладающий телекинетическими способностями, породил в своем сознании разрушительного монстра, действовавшего вне его ведома.